# Lactobacillus concavus
Lactobacillus concavus è una specie di batterio appartenente alla famiglia delle Lactobacillaceae.